# Service national des statistiques
Le Service national des statistiques (SNS) est un organisme français créé par la "loi" du 11 octobre 1941, prise par le gouvernement de Vichy, par fusion de deux services intégrés alors au Ministère de l'Economie et des finances depuis 1940 : le « Service de la Démographie » (SD), service camouflé chargé du futur recrutement  de l'Armée d'armistice  et la Statistique générale de la France (SGF). Il a été créé et développé à l'initiative du contrôleur général des armées René Carmille.

## Avant guerre: Recensements quinquennaux et bureaux de recrutement
Les deux services qui fusionneront en 1941 sont fort éloignés l'un de l'autre mais ont en commun l'usage du mot "recensement". D'un côté la SGF, Statistique générale de la France, qui organise et dépouille les recensements quinquennaux de la population, le dernier en 1936, de l'autre les régions militaires, qui organisent chaque année le recensement d'une "classe" de jeunes garçons atteignant l'âge de 18 ans et les "conseils de révision", en vue de leur incorporation au service militaire et de leur affectation en cas de mobilisation.

## De la mécanographie dans les administrations
Alors que la SGF, à Paris, utilisait des machines dérivées des brevets Hollerith (liés au groupe américain IBM), le SD puis le SNS développèrent surtout la fabrication et l'usage des machines mécanographiques Bull, à l'Établissement central de Lyon et dans les Directions régionales.

## Le service de la Démographie
Pendant sa courte existence en 1940-41, le Service de la Démographie, qui avait récupéré, dans chaque Région militaire, l'essentiel des archives du Service du Recrutement et des Centres Mobilisateurs, crée le fichier des prisonniers de guerre et le  Répertoire national d'identification des personnes physiques, continué après la Libération par l'INSEE.
Le 20 mars 1941 se tient à Vichy une réunion entre le ministère de l’Intérieur et le Service de la Démographie, où est décidé de faire figurer sur la carte d’identité de Français le numéro national d'identification à treize chiffres.
Le recensement des Activités professionnelles (AP), effectué en zone non occupée a lieu le 17 juillet 1941. Un bulletin doit être établi pour chaque personne  - française ou étrangère - de 13 à 64 ans. Le questionnaire, à l'en-tête de l'État français (Travail, Famille, Patrie), explique : « Le Gouvernement fait appel à la bonne volonté du public pour répondre avec sincérité, précision et exactitude aux questions qui lui sont posées à l’occasion du recensement actuel. Les renseignements que le gouvernement attend de ce recensement lui sont en effet indispensables — à la suite des perturbations apportées par l'état de guerre à l'assiette de la population — pour résoudre efficacement, et dans l'intérêt de tous, les problèmes sociaux et économiques les plus urgents : chômage, reclassement professionnel, retour des prisonniers, ravitaillement, etc. ».
- Sur la première page, les questions 1 à 5 portent sur l'état civil, la question 6 est : « Quelle est actuellement votre résidence habituelle ? » et la question 7 est : « Quel était votre domicile avant le 3 septembre 1939 ? ». Les questions 8 à 11 portent sur la nationalité, 12 et 13 sur la famille, 14 à 17 sur l'instruction (15 : « Quelles langues étrangères parlez-vous couramment ? »).
- La deuxième page est entièrement consacrée, questions 18 à 29, à la profession et aux qualifications. Il y a ensuite une question n° 30, numéro de la carte d’alimentation, et une question 31 pour les « indigènes ressortissants de l'Empire »” : « De quelle colonie, protectorat ou pays sous mandat êtes-vous originaire ? ».
- En page 4, une note porte sur la question 9 (français de naissance), une autre sur la question 11 (Français de race juive) se réfère au statut des Juifs du 3 octobre 1940 et en rappelle les exemptions prévues.
- Aucun document n'a jamais évalué la qualité des réponses ni n'a présenté les résultats statistiques de ce recensement. Le public considéra l'Occupant comme inspirant, et le service de la Démographie comme exécutant ce recensement, interprété comme une préparation à des réquisitions de main d'œuvre. Nul n'a jamais étudié quel en fut le taux de réponse.

## Les fichiers du SNS
Dans sa note intitulée " De la statistique au camouflage ", écrite pour le 10e anniversaire de la mort de René Carmille, André Caffot énumère les fichiers constitués au sein du SNS :
- Militaires démobilisés en 1940, entretenus et mis à jour en fonction des changements d'adresses et des rapatriements d'Allemagne
- Prisonniers de guerre
- Contingents des chantiers de jeunesse
- Engagés volontaires, sous-officiers et officiers de l'armée d'armistice
- Anciens affectés spéciaux[3]

## Débarquements ...
En septembre 1943, Carmille envoie Caffot à Londres avec le modèle de la carte d'identité et l'appareil composteur. « Grâce à lui, et au fichier des enfants décédés en bas âge que le SNS a pu mettre en œuvre, des fausses identités indécelables peuvent être réalisées »

## L'intérim Bunle
Le 27 avril 1946, le SNS est remplacé par l'Institut national de la statistique et des études économiques (INSEE), dont le premier directeur est Francis-Louis Closon.

### Vidéographie
- Youssr Youssef, documentaire René Carmille, un hacker sous l'occupation, 2021, 52 min (1re diffusion télévisée le 6 novembre 2021 sur Public Sénat)